# Concorde de Ségovie
 (août 2012).
Si vous disposez d'ouvrages ou d'articles de référence ou si vous connaissez des sites web de qualité traitant du thème abordé ici, merci de compléter l'article en donnant les références utiles à sa vérifiabilité et en les liant à la section « Notes et références ».

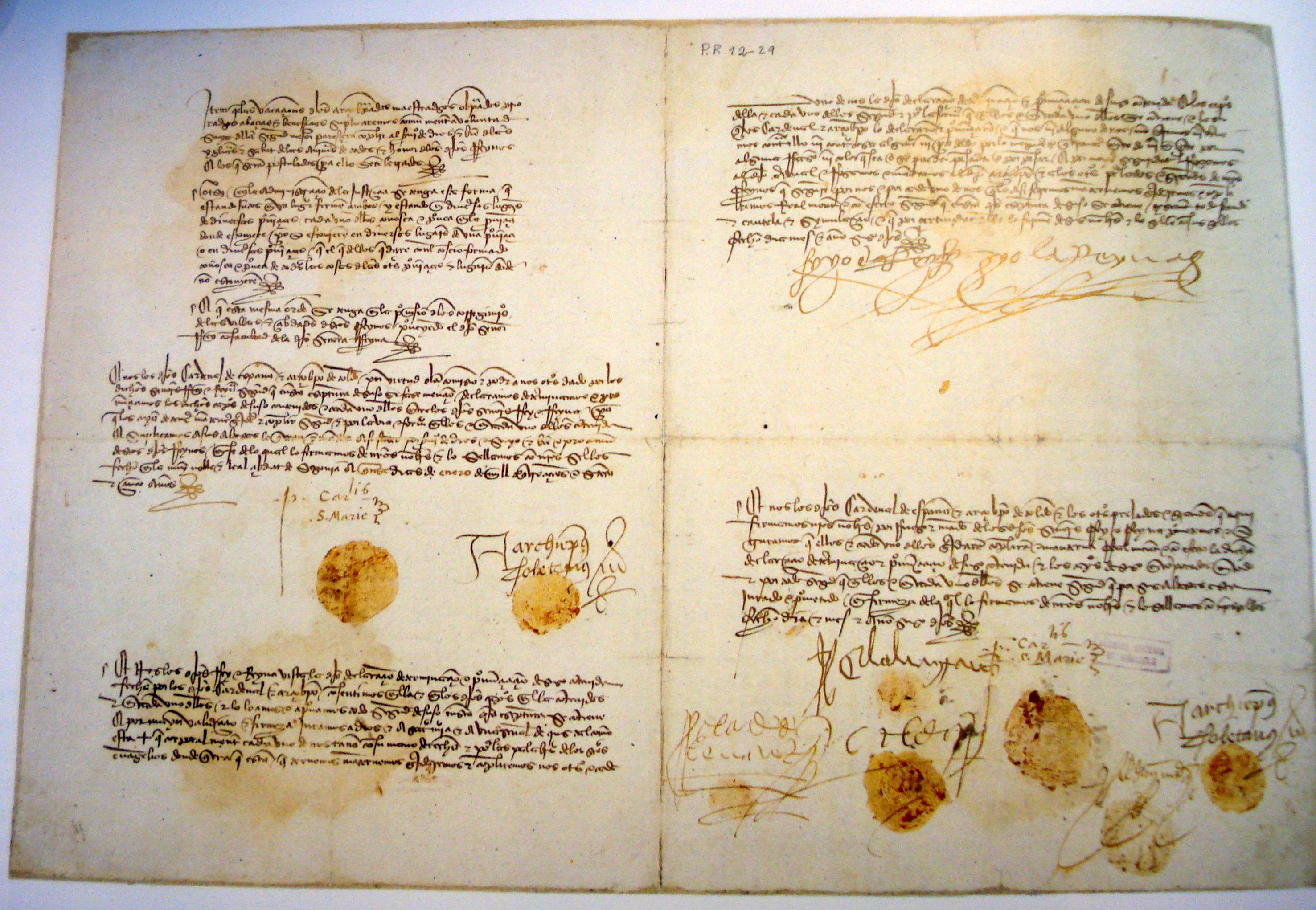
Concorde de Ségovie.

La concorde de Ségovie ou Sentence arbitrale précise, le 15 janvier 1475, les droits de la reine Isabelle de Castille et du roi Ferdinand II d'Aragon. Isabelle octroie néanmoins[pas clair] le 28 avril un droit absolu sur la Castille à son époux.